# Fliegersiedlung
Mit Fliegersiedlung bezeichnet man eine Wohngebäudeansammlung, die ab 1910, vorwiegend aber in den 1930er-Jahren speziell für fliegendes Personal und ihre Familien in unmittelbarer Nähe zu Flugplätzen angelegt wurde. Es werden aber auch manche Siedlungen so bezeichnet, bei denen lediglich die Straßen nach Piloten benannt wurden. Da dieses nach dem Zweiten Weltkrieg nicht mehr üblich war, sind diese Siedlungen sämtlich vor 1945 entstanden. Insbesondere in Ostdeutschland war der Begriff verbreitet.

## Fliegersiedlung Gatow
In Berlin-Gatow existiert eine bekannte Fliegersiedlung, die während der 1930er-Jahre für das damalige Luftwaffenpersonal entstand. Sie wurde propagandistisch genutzt, um das Leben bei der damals neu entstandenen Luftwaffe in positivem Licht erscheinen zu lassen. Zu ihrer Errichtung wurden auch Architekten des Bauhauses, unter anderen Walter Gropius herangezogen, der hier an der Optimierung und besseren Isolierung von Kupferhäusern arbeitete. Sein Kupferhaus existiert heute noch in der Fliegersiedlung am ehemaligen Flugplatz Gatow. Die Mehrfamilienwohneinheiten in der Fliegersiedlung sind zum Teil renoviert worden.

## Fliegersiedlung Mülheim an der Ruhr
1925 wurde in einem rein agrarisch geprägten Gebiet zwischen den Städten Mülheim an der Ruhr und Essen ein Verkehrslandeplatz errichtet, der im Jahr 1935 zum zentralen Landeplatz des gesamten rheinisch-westfälischen Industriegebietes ausgebaut wurde. Damit war der Flughafen Essen-Mülheim in dieser Zeit einer bedeutendsten deutschen Flughäfen, weit vor dem Flughafen Düsseldorf, der von hier aus verwaltet wurde. Für das Flug-, Verwaltungs- und Wartungspersonal wurde Ende der zwanziger Jahre mit der Richthofensiedlung eine Fliegersiedlung in unmittelbarer Nähe zum Flugplatz errichtet.

## Fliegersiedlung Plauen
Die ersten Wohngebäude wurden ab 1936 von der Baugenossenschaft Plauen GmbH errichtet. Der Name Fliegersiedlung entstand, da die ursprüngliche Straßenbenennung nach Fliegern wie Manfred von Richthofen, Max Immelmann etc. erfolgte. Bis in die 1940er-Jahre wurden insgesamt 45 Wohngebäude errichtet.

## Fliegersiedlung Elbing
In Elbing gab es nahe dem Flugplatz ebenfalls eine Fliegersiedlung, deren Straßen nach bekannten Piloten benannt waren.

## Fliegersiedlung Lindenthal (Leipzig)
Der Name Fliegersiedlung Lindenthal wurde von den Bewohnern lange bewahrt, obwohl er nie offiziell benutzt wurde. Der Name der ehemaligen kleinen Ansiedlung deutet auf eine besondere Geschichte hin: 1910 entstand hier eine der größten mitteldeutschen Flugzeugwerke, die Deutschen Flugzeug-Werke. Während des Krieges montierten hier bis zu 2850 Mitarbeiter vorwiegend Jagdflieger und Aufklärer.
Da nach dem Ersten Weltkrieg wegen des Versailler Vertrags alle deutschen Flugzeugwerke schließen mussten, wurden die Anlagen als Reparationsleistung ab Mitte 1919 abgebaut und der Flugplatz zerstört. Nur eine Handvoll Wohnhäuser blieb lange Zeit mitten auf dem Feld stehen. Ende der 1930er-Jahre wurde die Siedlung wegen des Baus der Reichsautobahn endgültig beseitigt.

## Weitere Fliegersiedlungen
- Fliegersiedlung Nürnberg
- Fliegersiedlung Schönwalde bei Berlin
- Fliegersiedlung Oberschleißheim
- Fliegersiedlung Knittelfeld/Österreich
- Fliegerviertel Neu-Tempelhof
- Flugplatzsiedlung Ladebow